# Anode
En elektrisk komponents elektrode, hvor elektrisk strøm løber ind i udefra (har anodefunktion) eller er designet til at løbe ind i udefra, kaldes en anode.
Ordet blev skabt/opfundet af videnskabsmanden Michael Faraday.

Betegnelserne anode og katode anvendes også for elektroder hørende til elektronrør og ensrettende halvlederdioder, hvor strømmen kun kan gå i en retning. Her kan strømmen kun gå fra anode til katode.